# Phebellia strigifrons
Phebellia strigifrons är en tvåvingeart som först beskrevs av Zetterstedt 1838.  I den svenska databasen Dyntaxa används istället namnet Prooppia strigifrons. Enligt Catalogue of Life ingår Phebellia strigifrons i släktet Phebellia och familjen parasitflugor, men enligt Dyntaxa är tillhörigheten istället släktet Prooppia och familjen parasitflugor. Arten är reproducerande i Sverige. Inga underarter finns listade i Catalogue of Life.